# Lake City (Minnesota)
Lake City is een plaats (city) in de Amerikaanse staat Minnesota, en valt bestuurlijk gezien onder Goodhue County en Wabasha County.

## Demografie
Bij de volkstelling in 2000 werd het aantal inwoners vastgesteld op 4950.
In 2006 is het aantal inwoners door het United States Census Bureau geschat op 5374, een stijging van 424 (8.6%).

## Geografie
Volgens het United States Census Bureau beslaat de plaats een oppervlakte van
11,1 km², waarvan 11,0 km² land en 0,1 km² water. Lake City ligt op ongeveer 212 m boven zeeniveau.

## Plaatsen in de nabije omgeving
De onderstaande figuur toont nabijgelegen plaatsen in een straal van 24 km rond Lake City.

## Geboren
- Mary Pat Gleason (1950-2020), actrice